# Paṭhān (film)
Paṭhān è un film del 2023 diretto da Siddharth Anand.
Interpretato da Shah Rukh Khan, al suo primo ruolo da protagonista da Zero (2018), Deepika Padukone e John Abraham, il film fa parte dell'universo cinematografico della YRF inaugurato da War (2019) e che comprende retroattivamente anche Ek thā Tiger (2012) e Tiger zindā hai (2017), il cui protagonista Salman Khan appare in un cameo.

## Trama
Nel 2019 l'India revoca lo statuto speciale di Jammu e Kashmir: Qadir, un generale dell'esercito pakistano che ha appena scoperto di avere un cancro inoperabile, assolda contro il parere del governo Jim, misterioso terrorista a capo del gruppo mercenario "X", per vendicarsi dell'India ad ogni costo.
Ferito nella sua ultima missione, Paṭhān, il miglior agente del Bureau di intelligence e ricerca indiano (RAW), convince la sua superiora Nandini a creare l'unità JOCR, formata da agenti del RAW sollevati dal servizio attivo a seguito di traumi e lesioni che vorrebbero comunque servire il Paese. La JOCR viene inviata a Dubai per proteggere il presidente indiano da un presunto attentato del Gruppo X durante un convegno scientifico, ma si tratta di un diversivo per coprire il rapimento di due scienziati che Jim riesce a portare a termine nonostante gli sforzi di Paṭhān.
Il direttore del RAW, il colonnello Luthra, rivela a Paṭhān che Jim era un suo agente pluridecorato, ritenuto morto dopo che dei pirati somali avevano rapito lui e la moglie incinta in cambio di un riscatto che il governo si era rifiutato di pagare, tramutando il suo patriottismo in brama di vendetta. Le indagini della JOCR si concentrano su una dottoressa pakistana collegata al Gruppo X, Rubai. Paṭhān la rintraccia in una località turistica della Costa de la Luz in compagnia di Jim, che gli offre di unirsi a lui. Quando rifiuta, Jim dà ordine di ucciderlo, ma Rubai, un'agente sotto copertura dell'ISI, lo salva.
Rubai lo informa che Jim vuole impadronirsi di un'arma, Raktbeej, custodita in un caveau iper-tecnologico a Mosca, e ha bisogno del suo aiuto per rubarla prima che lo faccia lui: Nandini lascia che Paṭhān l'aiuti, nonostante le forti relazioni tra India e Russia, per assicurarsi che non finisca in mano ai pakistani. Sotto copertura a Mosca come una coppia di sposini, tra i due nasce del tenero e Paṭhān confida a Rubai la storia dietro al suo nome: abbandonato dai genitori appena nato, durante la guerra in Afghanistan ha rischiato la vita per salvare da un drone una madrasa piena di bambini. In cambio, gli abitanti del villaggio l'hanno adottato come uno di loro, chiamandolo paṭhān ("pashtun" in hindi).
Utilizzando il sistema Fulton, i due riescono a introdursi rocambolescamente nel grattacielo che ospita il caveau, ma, una volta presa Raktbeej, Rubai abbandona Paṭhān e scappa col maltolto: faceva tutto parte del piano di Jim, che, conscio di come Paṭhān fosse l'unico in grado di arrivare a Raktbeej, aveva detto a Rubai di fingere di tradirlo per avere il suo aiuto. Paṭhān, disconosciuto dal governo per evitare un incidente diplomatico, viene arrestato e torturato dai russi. Nandini manda a salvarlo un agente del RAW, Tiger, con cui evade da un treno blindato.
Paṭhān passa i successivi tre anni in clandestinità, ricomparendo in Africa, dove cattura un membro del Gruppo X da cui scopre che Jim ha acquistato dei missili Saber. Informato da Nandini che Rubai è stata vista a Parigi, la incontra e lei gli comunica di aver deciso di tradire Jim, una volta scoperto che Raktbeej conteneva una forma mutata del vaiolo da cui lo scienziato rapito da Jim ha sviluppato un'arma biologica. Seppur diffidenti, Paṭhān e la JOCR fanno irruzione nella base siberiana di Jim, che scappa in moto sul Lago Bajkal con due sfere contenenti il virus. Paṭhān riesce a quasi a catturarlo, ma è costretto a lasciarlo fuggire con una delle sfere per salvare la vita a Rubai. Luthra e il RAW sollevano la JOCR dal comando della missione e riportano la sfera in India per trarne un vaccino, mentre Rubai viene arrestata.
Aperta la sfera in laboratorio, però, non vi trovano niente: Jim allora rivela che il virus si è diffuso nell'aria dopo l'apertura insieme a un agente che ha corroso le tute di protezione dei presenti. Ormai infetti, Nandini e gli scienziati si sacrificano per impedire la diffusione del virus. Jim dà un ultimatum al governo indiano, intimandogli di ritirare tutte le loro truppe dal Kashmir entro 24 ore. Riottenuto il comando, Paṭhān libera Rubai, ma fatica a localizzare il missile contenente Raktbeej.
Jim è convinto di avere vinto, ma gli giunge notizia di un villaggio afghano in cui sono scoppiati i sintomi del vaiolo mutato. Per rassicurare Qadir, che lo accusa di averlo ingannato creando altri Raktbeej a sua insaputa, Jim manda il Gruppo X a indagare, ma si trattava di una messinscena orchestrata da Paṭhān con l'aiuto degli abitanti del suo villaggio adottivo, che li prendono prigionieri. Paṭhān, Rubai e la JOCR assaltano la base di Jim. Rubai uccide Qadir prima che possa lanciare il missile, ma questo non contiene la sfera con Raktbeej, che Jim ha invece nascosto nel vano bagagli di un aereo di linea in procinto di atterrare a Delhi. Per impedire ai militari di abbattere l'aereo con tutti i passeggeri, Paṭhān insegue Jim con un jet pack tra i monti afghani prima che il timer della sfera raggiunga lo 0. In un ultimo, disperato combattimento corpo a corpo, riesce a prendere il detonatore, impedendo l'apertura della sfera, e a scaraventare Jim giù da un dirupo al grido di «Jai Hind», non prima di avergli requisito la medaglia al valore dei tempi del RAW, che consegna postuma a Nandini.
Tempo dopo, Luthra nomina Paṭhān, che sta uscendo con Rubai, nuovo direttore della JOCR.

## Produzione
Il film ha avuto un budget totale di circa ₹225 crore, pari a circa 27 milioni di dollari. Oltre a un salario di ₹35 crore, Khan ha preteso anche una percentuale sugli incassi finali: Padukone è stata pagata ₹10 crore, mentre Abraham 15, così come il regista Siddharth Anand. È stato il film più costoso della Yash Raj Films (YRF), superato dal successivo Tiger 3 (2023).

### Riprese
Le riprese sono cominciate il 17 novembre 2020 nei teatri di posa YRF a Mumbai. Nel gennaio del 2021 si sono spostate a Dubai. Il 14 aprile 2021, alcuni membri della troupe sono risultati positivi al COVID-19 e, in seguito al lockdown in Maharashtra, le riprese sono state interrotte. Sono ricominciate il 25 giugno ai teatri di posa YRF. Padukone ha cominciato a girare le sue scene nel luglio del 2021. Anche le riprese della canzone Besharam Rang, previste per il 7 ottobre seguente a Maiorca e Cadice, sono state posticipate, tenendosi infine nel febbraio del 2022. La lavorazione si è conclusa il mese seguente ai teatri di posa YRF, con alcune riprese aggiuntive nell'ottobre del 2022: il film è stato girato anche in Afghanistan, Turchia, Russia (tra cui al lago Bajkal in Siberia), Italia e Francia.

## Colonna sonora
La colonna sonora del film è stata composta da Sanchit Balhara e Ankit Balhara, mentre le canzoni dal duo Vishal-Shekhar.

### Tracce
1. Shilpa Rao, Caralisa Monteiro, Vishal Dadlani e Shekhar Ravjiani – Besharam Rang – 4:18 (testo: Kumaar – musica: Vishal-Shekhar)
2. Arijit Singh, Sukriti Kakar, Vishal Dadlani e Shekhar Ravjiani – Jhoome Jo Pathaan – 3:28 (testo: Kumaar – musica: Vishal-Shekhar)
3. Magdalena Supel – Pathaan's Theme – 2:37 (testo: Kit Bee – musica: Sanchit Balhara e Ankit Balhara)
4. Maanya Narang e Riya Duggal – Jim's Theme – 1:11 (musica: Sanchit Balhara e Ankit Balhara)

Durata totale: 11:34

## Promozione
La campagna promozionale del film è costata ₹15 crore aggiuntivi (circa 2 milioni di dollari). Contro la norma per un film di Bollywood, il cast e la produzione non hanno presenziato ad interviste o eventi pubblici in vista dell'uscita.
Il teaser trailer del film è stato pubblicato in concomitanza col 57º compleanno di Khan, il 2 novembre 2022. Il trailer ufficiale è stato pubblicato il 10 gennaio 2023, ed è stato proiettato anche sul Burj Khalifa di Dubai.

## Distribuzione

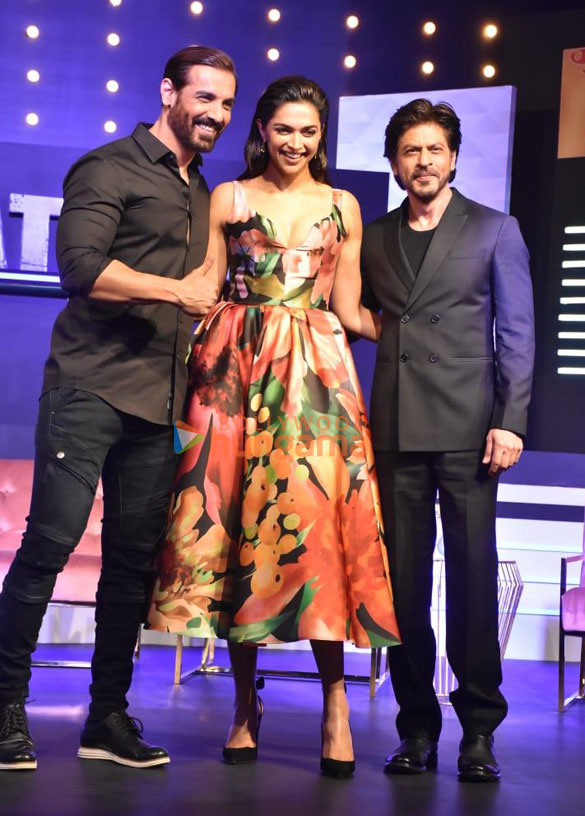
John Abraham, Deepika Padukone e Shah Rukh Khan a un evento celebrativo degli incassi del film.

Il film è stato distribuito nelle sale cinematografiche indiane a partire dal 25 gennaio 2023, nell'originale hindi e doppiato in tamil e telugu: ha esordito in contemporanea su oltre 8000 schermi in 100 Paesi diversi.
È stato il primo film di Bollywood ad ottenere una distribuzione ufficiale in Bangladesh.
Amazon Prime Video ne ha acquistato i diritti di streaming per ₹100 crore, distribuendolo sulla propria piattaforma di streaming a livello globale dal 22 marzo 2023 in una versione più lunga di due minuti.

## Accoglienza

### Incassi
Il film ha incassato ₹654,28 crore in India e ₹396,02 crore nel resto del mondo, per un totale di ₹1050,3 crore (pari a 128,9 milioni di dollari). È diventato al momento della sua uscita il quinto film indiano di maggiore incasso di sempre (il secondo in hindi e il quarto considerando il solo botteghino indiano) e il maggiore incasso dell'anno in India, nonché della carriera di Khan. È stato poi superato lo stesso anno in tutti questi campi dal film successivo dell'attore, Javān.
Ha stabilito diversi primati al botteghino indiano, tra cui quello di film hindi di maggiore incasso di sempre in un giorno (₹57 crore), fine settimana (₹280,75 crore) e settimana d'esordio (₹378,15 crore), superando i numeri della versione doppiata in hindi del film kannada K.G.F: Chapter 2 (2022). È stato poi superato a sua volta in tutti e tre i campi da Javān.
Ha stabilito diversi primati anche a livello globale, tra cui quello di film hindi di maggiore incasso fuori dall'India, ad eccezione della Cina, dove non è stato distribuito, rendendolo anche il primo film hindi a superare i 100 milioni di dollari senza contare sul mercato cinese.
Ha incassato fuori dall'India 25,5 milioni di dollari nel suo fine settimana d'esordio, di cui 2,5 in IMAX, un primato per un film indiano. In Canada e negli Stati Uniti ha concluso il suo fine settimana d'esordio al 3º posto dietro ad Avatar - La via dell'acqua e Il gatto con gli stivali 2 - L'ultimo desiderio con 6,9 milioni di dollari. In Irlanda e nel Regno Unito ha stabilito il migliore incasso giornaliero di sempre per un film indiano con 319 348 sterline, concludendo il suo fine settimana d'esordio al 2º posto dietro ad Avatar con 2 milioni di sterline. Ha totalizzato 13,4 milioni di dollari negli Stati Uniti, superandovi Dangal (2016) come film indiano di maggiore incasso di sempre. È diventato il film indiano di maggiore incasso di sempre negli Emirati Arabi Uniti, Germania, Australia e Nuova Zelanda, stabilendo record d'incasso per un fine settimana d'esordio di un film hindi in mercati vicini come Emirati, Malesia, Singapore e Arabia Saudita.
È diventato il film hindi più veloce a superare i ₹100 crore (nel suo giorno d'esordio), ₹200 crore (nei primi due giorni), ₹300 crore (primi tre) e ₹400 crore (primi quattro) d'incasso globali: anche nella sola India è stato il film più veloce a raggiungere i ₹200 e ₹300 crore, riuscendoci rispettivamente in quattro e sette giorni.

## Sviluppi futuri
Khan riprenderà il ruolo di Paṭhān in un cameo in altri film del YRF Spy Universe come Tiger 3 (2023), per poi tornare in Tiger vs. Paṭhān, diretto da Anand e le cui riprese cominceranno nel 2024.